# Cseh férfi vízilabda-bajnokság (első osztály)
A cseh férfi vízilabda-bajnokság a Cseh Vízilabda-szövetség által szervezett vízilabda-versenysorozat, mely 1993 óta évente kerül megrendezésre.
Ezt megelőzően a csehszlovák bajnokságban szerepeltek a cseh csapatok.
A bajnokságban nyolc csapat vesz részt. Jelenlegi címvédő a Kometa Brno.

## Az eddigi bajnokságok
| Év   | Első                                              | Második                                           | Harmadik                                          |
| ---- | ------------------------------------------------- | ------------------------------------------------- | ------------------------------------------------- |
| 1993 | Spolchemie Ústí nad Labem                         | Kometa Brno                                       | SK UP Olomouc                                     |
| 1994 | Spolchemie Ústí nad Labem                         | Kometa Brno                                       | SK UP Olomouc                                     |
| 1995 | Spolchemie Ústí nad Labem                         | SK UP Olomouc                                     | Slavia Praha                                      |
| 1996 | Spolchemie Ústí nad Labem                         | Spartak Přerov                                    | SK UP Olomouc                                     |
| 1997 | Spolchemie Ústí nad Labem                         | Slavia Praha                                      | Kometa Brno                                       |
| 1998 | Spolchemie Ústí nad Labem                         | Slavia Praha                                      | Fezko Strakonice                                  |
| 1999 | Spolchemie Ústí nad Labem                         | Slavia Praha                                      | Fezko Strakonice                                  |
| 2000 | Spolchemie Ústí nad Labem                         | Fezko Strakonice                                  | KVP Přerov                                        |
| 2001 | Spolchemie Ústí nad Labem                         | Fezko Strakonice                                  | KVP Přerov                                        |
| 2002 | Spolchemie Ústí nad Labem                         | Fezko Strakonice                                  | KVP Přerov                                        |
| 2003 | KVP Přerov                                        | Fezko Strakonice                                  | Spolchemie Ústí nad Labem                         |
| 2004 | Spolchemie Ústí nad Labem                         | Fezko Strakonice                                  | KVP Přerov                                        |
| 2005 | Fezko Strakonice                                  | KVP Přerov                                        | Spolchemie Ústí nad Labem                         |
| 2006 | Fezko Strakonice                                  | KVP Přerov                                        | Slavia Praha                                      |
| 2007 | Fezko Strakonice                                  | Stepp Praha                                       | KVP Přerov                                        |
| 2008 | Fezko Strakonice                                  | Stepp Praha                                       | Slavia Praha                                      |
| 2009 | Fezko Strakonice                                  | Stepp Praha                                       | Spolchemie Ústí nad Labem                         |
| 2010 | Fezko Strakonice                                  | Stepp Praha                                       | KVP Přerov                                        |
| 2011 | Fezko Strakonice                                  | Slavia Hradec Králové                             | Slavia Praha                                      |
| 2012 | Fezko Strakonice                                  | Slavia Praha                                      | SK UP Olomouc                                     |
| 2013 | Fezko Strakonice                                  | Slavia Praha                                      | Kometa Brno                                       |
| 2014 | Slavia Praha                                      | Fezko Strakonice                                  | Kometa Brno                                       |
| 2015 | Fezko Strakonice                                  | Kometa Brno                                       | Slavia Praha                                      |
| 2016 | Slavia Praha                                      | Kometa Brno                                       | KVP Přerov                                        |
| 2017 | KVP Přerov                                        | Slavia Praha                                      | Stepp Praha                                       |
| 2018 | KVP Přerov                                        | Stepp Praha                                       | Kometa Brno                                       |
| 2019 | Stepp Praha                                       | KVP Přerov                                        | Kometa Brno                                       |
| 2020 | Kometa Brno                                       | Slavia Praha                                      | Stepp Praha                                       |
| 2021 | A koronavírus-járvány miatt nem avattak bajnokot. | A koronavírus-járvány miatt nem avattak bajnokot. | A koronavírus-járvány miatt nem avattak bajnokot. |
| 2022 | Stepp Praha                                       | Kometa Brno                                       | Slavia Praha                                      |
| 2023 | Fezko Strakonice                                  | Kometa Brno                                       | Stepp Praha                                       |
| 2024 | Kometa Brno                                       | Fezko Strakonice                                  | Slavia Praha                                      |
| 2025 | Kometa Brno                                       | Fezko Strakonice                                  | Slavia Praha                                      |

### Bajnoki címek megoszlás szerint
| Hely | Csapat                    | Címek |
| ---- | ------------------------- | ----- |
| 1    | Spolchemie Ústí nad Labem | 11    |
| 1    | Fezko Strakonice          | 11    |
| 3    | KVP Přerov                | 3     |
| 3    | Kometa Brno               | 3     |
| 5    | Slavia Praha              | 2     |
| 5    | Stepp Praha               | 2     |